# Amir El-Falaki
Amir El-Falaki (født 12. august 1973 i København) er en dansk sanger, der er mest kendt fra sin medvirken i eurodance-gruppen Toy-Box, der oplevede stor succes i slutningen af 1990'erne.
El-Falaki er af marrokansk afstamning, og taler dansk, engelsk, arabisk og fransk.
El-Falaki ønskede oprindeligt at blive læge, men blev danselærer i stedet. Han mødte Aneela Mirza og de besluttede at danne Toy-Box sammen. Gruppens mest succesfulde sange inkluderer "Tarzan & Jane" og "Best Friend".
El-Falaki var danser på Julie Lunds sang "Merhaba" ved Dansk Melodi Grand Prix 2007. Sangen blev dog ikke kvalificeret til finalen.

## Diskografi
Med Toy-Box
- Fantastic (1999)
- Toy Ride (2001)